# Исивара, Кандзи
Исивара Кандзи (яп. 石原 莞爾, 18 января 1889 — 15 августа 1949) — генерал-лейтенант Японской императорской армии.
Исивара Кандзи родился в городе Цуруока префектуры Ямагата в семье самураев. Его отец был полицейским, однако во время войны Босин вместе со всем кланом поддержал Северный союз, который оказался в проигрыше.
В 13 лет Исивара Кандзи был отдан в кадетскую школу. В 1909 году окончил Рикугун сикан гакко, после аннексации в 1910 году Кореи служил там в 65-м пехотном полку, в 1915 поступил в Рикугун дайгакко, окончив в 1918 году.
Несколько лет Исивара прослужил на штабных должностях, после чего стал военным атташе в Германии. В 1922—1925 годах он жил в Берлине и Мюнхене, наняв несколько бывших офицеров Германского генерального штаба для изучения военной истории и стратегии. Перед возвращением в Японию Исивара примкнул к буддийской секте Нитирэн, с её установкой на господство Японии в мире.
После возвращения на родину Исивара получил назначение в штаб Квантунской армии. Он прибыл к новому месту службы в конце 1928 года, через несколько месяцев после убийства Чжан Цзолиня. Исивара быстро осознал, что сложная политическая ситуация в Китае и значительные японские инвестиции в регионе предоставляют Квантунской армии уникальную возможность. Вместе с полковником Сэйсиро Итагаки они начали разрабатывать план.
18 сентября 1931 года произошёл взрыв на путях контролируемой японцами Южно-Маньчжурской железной дороги. Утверждая, что железная дорога атакована китайцами, Исивара приказал японским войскам атаковать китайские казармы Бэйдаин. Затем Квантунской армии было приказано занять все маньчжурские города, при этом не были проинформированы ни новый командующий Сигэру Хондзё, ни Генеральный штаб Императорской армии Японии.
Неожиданная интервенция в Маньчжурию всполошила политиков Японии и вызвала осуждение со стороны международного сообщества. Исивара ожидал казни, однако успех операции привёл к прямо противоположным последствиям: он стал необычайно популярен среди молодых «правых» офицеров и ультранационалистских обществ. Исивара вернулся в Японию и стал командующим размещённого в Сендае 4-го пехотного полка.
В 1935 году Исивара стал начальником Оперативного отдела Генерального штаба Императорской армии Японии. На этом посту он стал активным пропагандистом паназиатских тенденций и сторонником «северной стратегии» — стратегии подготовки к войне с СССР. Однако во время инцидента 26 февраля Исивара осудил путчистов несмотря на то, что выдвинутые ими требования, фактически, полностью совпадали с его взглядами.
В марте 1937 года Исивара стал генерал-майором и вернулся в Маньчжурию, став заместителем начальника штаба Квантунской армии. К своему разочарованию он обнаружил, что его коллеги вовсе не стремятся строить Паназиатскую сферу взаимного процветания, и что им гораздо больше нравится роль колонизаторов. Из-за конфликта с Хидэки Тодзио Исивара был переведён из Маньчжурии на базу в Майдзуру. В 1939 году он был повышен в звании до генерал-лейтенанта и стал командующим 16-й дивизией. Когда Исивара публично назвал Тодзио «врагом Японии, которого следует арестовать и казнить», то был отправлен в отставку. Он вернулся в префектуру Ямагата, где до конца войны занимался сельским хозяйством и продолжал писательскую деятельность.
После войны Главнокомандующий союзными оккупационными войсками в Японии вызвал Исивару в качестве свидетеля на Международный военный трибунал для Дальнего Востока. Против самого Исивары обвинений не выдвигалось. На процессе Исивара заявил американскому обвинителю, что американского президента Трумэна надо судить за бомбардировки японских городов.